# Noble (Illinois)
Noble és una població dels Estats Units a l'estat d'Illinois. Segons el cens del 2000 tenia 746 habitants.

## Demografia
Segons el cens del 2000, Noble tenia 746 habitants, 318 habitatges, i 213 famílies. La densitat de població era de 282,4 habitants/km².
Dels 318 habitatges en un 30,8% hi vivien nens de menys de 18 anys, en un 51,6% hi vivien parelles casades, en un 11,3% dones solteres, i en un 33% no eren unitats familiars. En el 28,6% dels habitatges hi vivien persones soles el 16% de les quals corresponia a persones de 65 anys o més que vivien soles. El nombre mitjà de persones vivint en cada habitatge era de 2,35 i el nombre mitjà de persones que vivien en cada família era de 2,91.
Per edats la població es repartia de la següent manera: un 25,9% tenia menys de 18 anys, un 8,4% entre 18 i 24, un 27,7% entre 25 i 44, un 21,6% de 45 a 60 i un 16,4% 65 anys o més.
L'edat mediana era de 36 anys. Per cada 100 dones de 18 o més anys hi havia 89,4 homes.
La renda mediana per habitatge era de 28.828 $ i la renda mediana per família de 36.667 $. Els homes tenien una renda mediana de 25.862 $ mentre que les dones 20.813 $. La renda per capita de la població era de 14.290 $. Aproximadament el 13,3% de les famílies i el 18,6% de la població estaven per davall del llindar de pobresa.

## Poblacions més properes
El següent diagrama mostra les poblacions més properes.